# Galerie Heinemann
Die Galerie Heinemann wurde 1872 von dem Maler David Heinemann (1819–1902) als Heinemann’sche Kunsthandlung in München gegründet.

## Die Galerie bis 1933
Ursprünglich befanden sich die Galerieräume am Promenadeplatz, später wurden sie in die Prinzregentenstraße, ab 1904 an den Lenbachplatz verlegt. Das florierende Unternehmen unterhielt Dependancen unter anderem in Frankfurt am Main, Nizza und New York. Speziell der Kunst des 19. Jahrhunderts und französischer Malerei widmete die Galerie Heinemann zahlreiche Ausstellungen. Sie war eine der bedeutendsten deutschen Kunsthandlungen mit weit reichenden internationalen Beziehungen und einem exzellenten Ruf. Ab 1890 übernahmen die drei Söhne des Kunsthändlers Heinemann die Geschäfte: Hermann (1857–1920) leitete das Münchner Stammhaus, der älteste Bruder Theodor (1855–1933) stand der New Yorker Filiale vor, Theobald (1860–1929) der Dependance in Nizza.

## Die Galerie während des Nationalsozialismus
Nach dem Tod von Theobald 1929 übernahm seine Witwe, Franziska Heinemann (1882–1940), Tochter von Joseph Schülein, die Galerie gemeinsam mit ihrem Sohn Fritz (1905–1983) bis zur Enteignung Ende 1938. Die endgültige „Arisierung“ erfolgte Ende 1939. Bereits im Januar 1938 war Fritz Heinemann in die Schweiz emigriert und aus der Firma als Gesellschafter ausgeschieden. Sein Anteil wurde nach einigen Verhandlungen Ende 1939 von Friedrich Heinrich Zinckgraf (1878–1954), einem Mitarbeiter der Galerie, übernommen. Nach den Pogromen am 9./10. November 1938 wurde Franziska Heinemann von der Gestapo ins Gefängnis Stadelheim gesteckt. Sie sollte ihren Kunstbesitz abtreten und für die Finanzierung ihrer Auswanderung ihr gesamtes Vermögen veräußern. In dieser Zwangslage musste sie ein sehr unfaires Angebot Zinckgrafs zur Übernahme des Besitzes akzeptieren. Zinckgraf bot für die Gemäldesammlung wenig mehr als den Einkaufspreis, einen Wert, der 60 % unter den Marktpreisen lag. Für das Galeriehaus bot er 20 % unter dem Einheitswert und damit einen Preis erheblich unter dem Marktpreis. Mit Hilfe eines großen Kredites von 275.000 Reichsmark seines Freundes Hjalmar Schacht konnte Zinckgraf Ende 1939 diese Arisierung durchführen. 

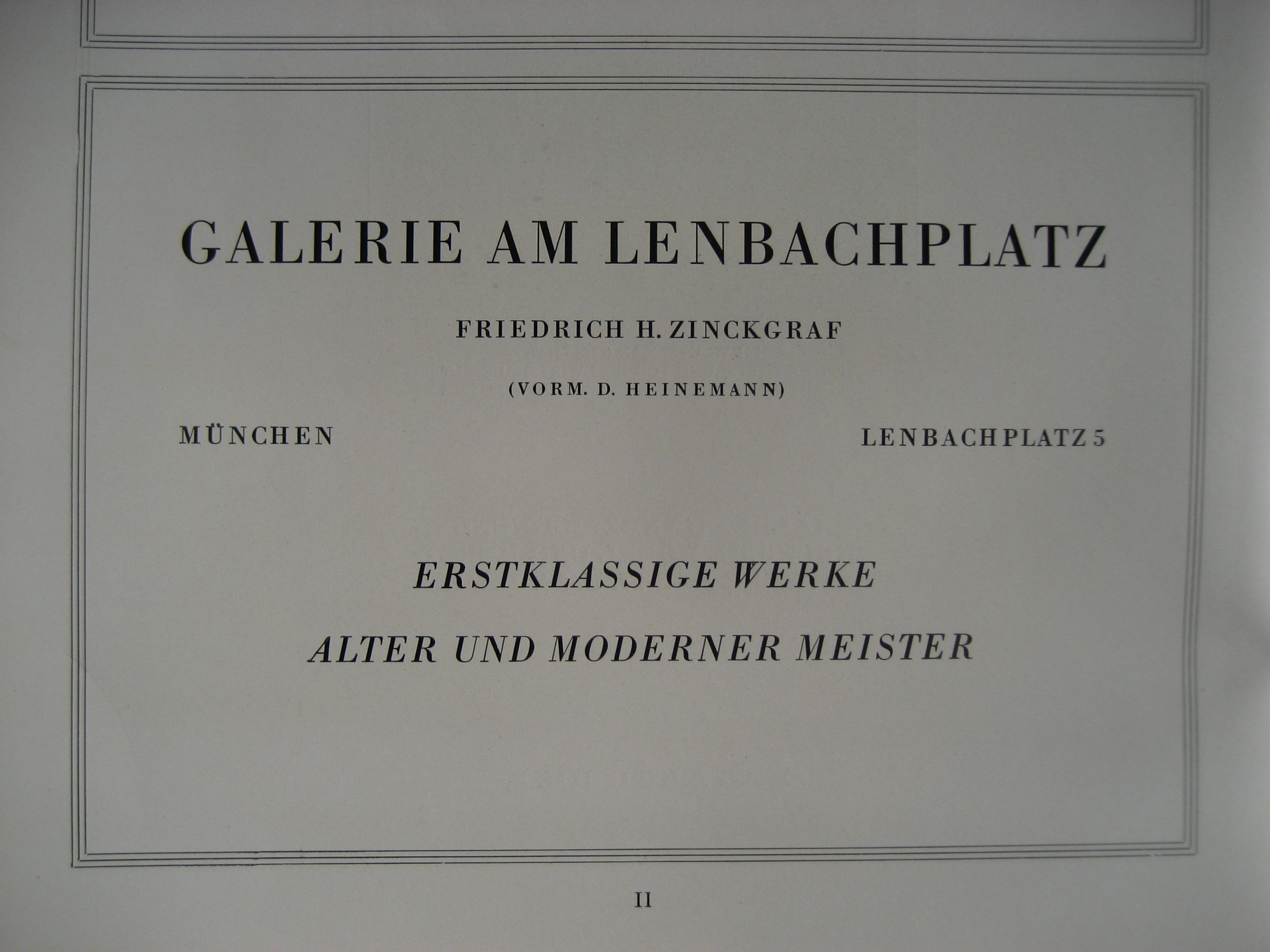
Anzeige der den Heinemanns 1939 abgepressten Galerie unter ihrem neuen Namen in der Kunstzeitschrift Pantheon, August 1940

 Damit war er offizieller Inhaber der Galerie. Schacht hatte sich als Sicherheit für den hohen Kredit auch die Position eines Stillen Gesellschafters reserviert und partizipierte mit einem Anteil von 40 % an den künftigen Gewinnen der Galerie. Diese Gewinne waren gewaltig. Einmal wegen des niedrigen Anschaffungspreises der Bilder. Außerdem boomte der Kunstmarkt, da viele Geldanleger während des Krieges Kunstwerke als Geldanlage kauften. Schacht – und natürlich auch Zinckgraf – hatte mit dieser Beteiligung das einträglichste Geschäft seines Lebens geschlossen.  Franziska Heinemann gelang es, das rettende Ausland zu erreichen. Sie verstarb am 17. November 1940 in New York.

## Nach 1945
Ihr Sohn Fritz kehrte nach 1945 nach München zurück und war wieder als Kunsthändler tätig. Er übergab die Geschäftsunterlagen der Galerie 1972 dem Deutschen Kunstarchiv im Germanischen Nationalmuseum, Nürnberg.
Sie wurden im Jahre 2010 vom Museum ins Netz gestellt.